# تقييم القدرات الوظيفية
إن تقييم القدرات الوظيفية (FCE) هو مجموعة من الاختبارات والممارسات والملاحظات التي يتم جمعها لتحديد قدرة المُقيِّم على العمل في مجموعة متنوعة من الظروف، وهي العمل في معظم الأحيان، بطريقة موضوعية. ويغير الأطباء التشخيصات وفقًا لتقييمات القدرات الوظيفية. وتطلب أيضًا شركات التأمين هذه التقييمات عندما يتقدم الشخص المؤمن عليه للحصول على المستحقات أو الراتب التقاعدي بسبب الإعاقة في حالة الإعاقة الدائمة.

## الغرض
يمكن استخدام تقييم القدرات الوظيفية لتحديد مستوى اللياقة للعمل بعد فترة طويلة من الإجازة الطبية. فإذا كان الموظف غير قادر على العودة إلى العمل، يوفر تقييم القدرات الوظيفية معلومات عن توقعات سير المرض، وتدابير إعادة التأهيل المهني التي قد تكون ممكنة. ويمكن أيضًا استخدام تقييم القدرات الوظيفية للمساعدة في تحديد التغييرات التي طرأت على حجم عمل الموظف، أو التعديلات الخاصة بظروف العمل مثل التدابير الخاصة بالعوامل البشرية، التي ربما يستطيع صاحب العمل القيام بها في محاولة لاستيعاب الموظف المعاق أو الذي يعاني من حالة مرضية ويُطلب تقييم القدرات الوظيفية لتحديد ما إذا كان الموظف قادرًا على استئناف العمل بقدرة «تتناسب مع مهاراته أو إمكاناته» قبل تشخيص الإعاقة أو الحالة المرضية. ويضم تقييم القدرات الوظيفية التقييمات التي أجريت على يد طبيب واحد أو أكثر. وهناك نوعان من تقييمات القدرات الوظيفية تستخدمها إدارة الضمان الاجتماعي للولايات المتحدة: تقييم القدرات الوظيفية العقلية (MFCE) الذي يقيس القدرة العاطفية والعقلية، وتقييم القدرات الوظيفية البدنية (PFCE) الذي يقيس الأداء البدني.
وقد أجريت دراسات لتقييم دقة تقييمات القدرات الوظيفية في توقع النتائج على المدى البعيد للمرضى، من حيث العودة إلى العمل، واحتمال الإعاقة الدائمة. وقد أثيرت التساؤلات حول كيفية التعرف على المتغيرات الطبية والمجتمعية في التنبؤ بالإعاقة.
قد يطلب بعض أصحاب العمل بموجب القانون تقييمات القدرات الوظيفية قبل عودة الموظف إلى عمله، وكذلك يمكن أن تطلبها شركات التأمين قبل سداد مدفوعات التأمين. وتُستخدم تقييمات القدرات الوظيفية أيضا في تحديد الأهلية للحصول على التأمين ضد الإعاقة، أو استحقاق الرواتب التقاعدية في حالة عدم استطاعة الموظف العودة إلى العمل.بشكل دائم وتمتلك إدارة الضمان الاجتماعي للولايات المتحدة تقييمات القدرات الوظيفية الخاصة بها، والتي تسمى تقييم الإعاقة. وأحدث نموذج لتقييم القدرات الوظيفية هو التصنيف الدولي للوظيفة والإعاقة والصحة الخاص بمنظمة الصحة العالمية.